# The First Damned
The First Damned – pierwsza kompilacja polskiej nagrań polskiej grupy deathmetalowej Decapitated. Wydawnictwo ukazało się 21 grudnia 2000 roku nakładem wytwórni muzycznej Metal Mind Productions. Na płycie znalazły się utwory pochodzące z albumów demo Cemeteral Gardens (1997) i The Eye of Horus (1998) oraz dwa utwory zarejestrowane podczas występu na Thrash 'Em All Festival 2000.

## Lista utworów
Opracowano na podstawie materiału źródłowego.
1. "Intro" (muz. Decapitated) – 00:16
2. "The Eye of Horus" (muz. Decapitated, sł. Sauron) – 5:28
3. "Blessed" (muz. Decapitated, sł. Sauron) – 5:06
4. "The First Damned" (muz. Decapitated, sł. Sauron) – 5:48
5. "Nine Steps" (muz. Decapitated, sł. Sauron) – 4:55
6. "Dance Macabre" (muz. Decapitated, sł. Sauron) – 2:49
7. "Mandatory Suicide" (cover Slayer) – 3:29
8. "Destiny" (muz. Decapitated, sł. Sauron) – 05:33
9. "Way to Salvation" (muz. Decapitated, sł. Sauron) – 03:54
10. "Ereshkigal" (muz. Decapitated, sł. Sauron) – 03:47
11. "Cemeteral Gardens" (muz. Decapitated, sł. Sauron) – 06:19
12. "Way to Salvation – live" (muz. Decapitated, sł. Sauron) – 03:58
13. "Nine Steps – live" (muz. Decapitated, sł. Sauron) – 05:14

Utwory 2-7 pochodzą z dema The Eye of Horus, natomiast utwory 8-11 pochodzą z dema Cemeteral Gardens.

## Twórcy
Opracowano na podstawie materiału źródłowego.

- Wojciech "Sauron" Wąsowicz – wokal prowadzący
- Wacław "Vogg" Kiełtyka – gitara rytmiczna, gitara prowadząca
- Marcin "Martin" Rygiel – gitara basowa
- Witold "Vitek" Kiełtyka – perkusja
- Jacek Wiśniewski – okładka, oprawa graficzna
- Bartlomiej Kuźniak – mastering
- Mariusz Kurasz – inżynieria dźwięku
- Piotr Łukaszewski – inżynieria dźwięku
- Arkadiusz Malczewski – inżynieria dźwięku